# ريتشي روبرتس
ريتشي روبرتس (بالإنجليزية: Richie Roberts)‏ هو محامي أمريكي، ولد في 28 نوفمبر 1937 في ذا برونكس في الولايات المتحدة.